# Hynhamia
Hynhamia is een geslacht van vlinders van de familie bladrollers (Tortricidae).

## Soorten
- H. cornutia Brown, 1990
- H. hemileuca (Meyrick, 1932)
- H. sciodryas (Meyrick, 1926)